# لیلا کدرووا
لی‌لا کدرووا (به انگلیسی: Lila Kedrova) (زاده ۹ اکتبر ۱۹۱۸ – درگذشته ۱۶ فوریه ۲۰۰۰) هنرپیشه اهل روسیه بود.
وی بین سال‌های ۱۹۳۸ تا ۱۹۹۴ میلادی فعالیت می‌کرد.
وی همچنین برنده جوایزی همچون جایزه اسکار بهترین بازیگر نقش مکمل زن شده‌است.

## فیلمشناسی
- زن و بازیچه او (۱۹۵۹)
- زوربای یونانی (۱۹۶۴)
- پرده پاره (۱۹۶۶)
- باد سخت در جامائیکا (۱۹۶۵)
- تقدیم به مادر عزیزم در زادروزش
- مستاجر (۱۹۷۶)
- به نوبت (۱۹۸۱)
- شمشیر شجاعت (۱۹۸۴)
- بعضی دخترها (۱۹۸۸)